# Midem
Midem es el acrónimo de Marché International du Disque et de l'Edition Musicale, –en español: Mercado Internacional del Disco y la Edición Musical– que se organiza anualmente en y alrededor del Palacio de Festivales y Congresos de Cannes, Francia. 

## Historia
La feria fue fundada en 1967 por el productor y guionista francés Bertrand Chevry, quien unos años antes ya había fundado con éxito el MIPTV (Mercado internacional de programas de televisión), y que en 1985 también fundaría el MIPCOM (Mercado Internacional de Programas de Comunicaciones). Congrega a todo tipo de profesionales de la industria musical de todo el mundo. El evento se celebra generalmente a finales de enero o principios de febrero. Junto a la actividad propia de la feria, también se exhibe música en vivo por las noches.
A lo largo de la historia, feria ha ido evolucionando al mismo ritmo que la industria musical, centrando en los últimos años su actividad  en el negocio principal de la música (sellos, editores, sociedades de derechos y más), el sector de la tecnología (nuevas empresas, desarrolladores y grandes empresas tecnológicas), y las marcas y las agencias que los representan (para campañas de música y marca). También es una plataforma para mostrar nuevos artistas, tendencias musicales y productos relacionados con la música.
En enero de 2013, Midem contó con la asistencia de 6.400 delegados de 3.000 empresas (de las cuales 1.350 tenían stands o pabellones propios). El evento fue cubierto por 350 periodistas internacionales. Aunque hay asistentes de todo el mundo, la mayoría de los delegados han sido de Europa occidental y América del Norte. En 2015 se registraron muchos más delegados internacionales.
En la edición de 2019 tuvo especial importancia la música latinoamericana, con un foro de apertura dedicado íntegramente a este pujante mercado. Según los datos que maneja la industria musical, los latinoamericanos son los oyentes más activos del mundo, los más dispuestos a descubrir nueva música y a acudir a conciertos. Fue además la región del mundo de mayor crecimiento en 2018.
La edición de 2020 fue cancelada de forma presencial debido a la pandemia de Coronavirus. En su lugar, se celebró una edición digital rebautizada como Midem Digital Edition, en internet. En su formato digital, la edición incluirá conferencias y presentaciones en directo y ofrecerá la posibilidad de concertar reuniones entre los participantes.